# Tuneco
Gentilicio de personas originarias de San Antonio Suchitepequez, Guatemala.

## Etimología
Tuneco (Tuneca para el género femenino) proviene de "Tuna", palabra utilizada para describir a la fruta también conocida como higo chumbo que proviene de la planta espinosa Nopal.
A los habitantes de San Antonio Suchitepequez se les conocía por Tunecos ya que estos comerciaban con dicha fruta, rica en la región en los años de la colonia.
Otra versión indica que TUNECO significa el eco del Tun, El Tún es un instrumento de percusión autóctono fabricado a partir del árbol de hormigo, el cual produce un sonido característico.
http://es.wikipedia.org/wiki/Tun_%28instrumento_musical%29